# Тупокришникові
Тупокришникові (Amblystegiaceae) — родина мохів, яка включає від 20 до 30 родів із загальною кількістю до 150 видів. Вони зустрічаються майже по всьому світу, ростуть у тропічних, помірних і субполярних регіонах.
Ці мохи мають розміри від малих до великих і мають жовтий, зелений або коричневий колір. Деякі з них водні, а деякі наземні. Більшість зустрічається у вологих типах місцезростання. Багато з них ростуть у субстратах із основним рН, але деякі ростуть у нейтральних або кислих субстратах..

## Роди
Роди:
- Amblystegium Schimp.1853 (e.g. Amblystegium serpens)
- Anacamptodon Brid.1818
- Arvernella(інші мови) Hugonnot & Hedenäs2015
- Bryostreimannia(інші мови) Ochyra1991
- Calliergon (Sull.) Kindb.1894
- Campylidium (Kindb.) Ochyra2003
- Campylium (Sull.) Mitt.1869
- Campylophyllopsis(інші мови) W.R. Buck2009
- Campylophyllum (Schimp.) M. Fleisch.1914
- Conardia H. Rob.1976
- Cratoneuron (Sull.) Spruce1867
- Cratoneuropsis(інші мови) (Broth.) M. Fleisch.1923
- Drepanium(інші мови) (Schimp.) Spruce1867
- Drepanocladus (Müll. Hal.) G. Roth1899
- Gradsteinia(інші мови) Ochyra1990
- Hygroamblystegium Loeske1903
- Hygrohypnum Lindb.1872 [1873]
- Jankuceraea Ignatov & Ignatova2022
- Kandaea Jan Kučera & Hedenäs2020
- Koponenia(інші мови) Ochyra1985
- Larrainia W.R. Buck2015
- Leptodictyum (Schimp.) Warnst.1906
- Limbella(інші мови) (Müll. Hal.) Renauld & Cardot1899
- Microamblystegium Fedosov, Ignatova & Jan Kučera2021
- Microhypnum Jan Kučera & Ignatov2019
- Palustriella Ochyra1989
- Pictus(інші мови) C.C. Towns.1983
- Platyhypnum(інші мови) Loeske1911
- †Protoochyraea Ignatov1990
- Pseudoamblystegium(інші мови) Vanderp. & Hedenäs2009
- Pseudocampylium(інші мови) Vanderp. & Hedenäs2009
- Sasaokaea(інші мови) Broth.1929
- †Sciaromiadelphus Abramova & I.I. Abramov1967
- Serpoleskea(інші мови) (Hampe ex Limpr.) Loeske1905
- Tomentypnum Loeske1911
- Vittia(інші мови) Ochyra1987